# Andijk

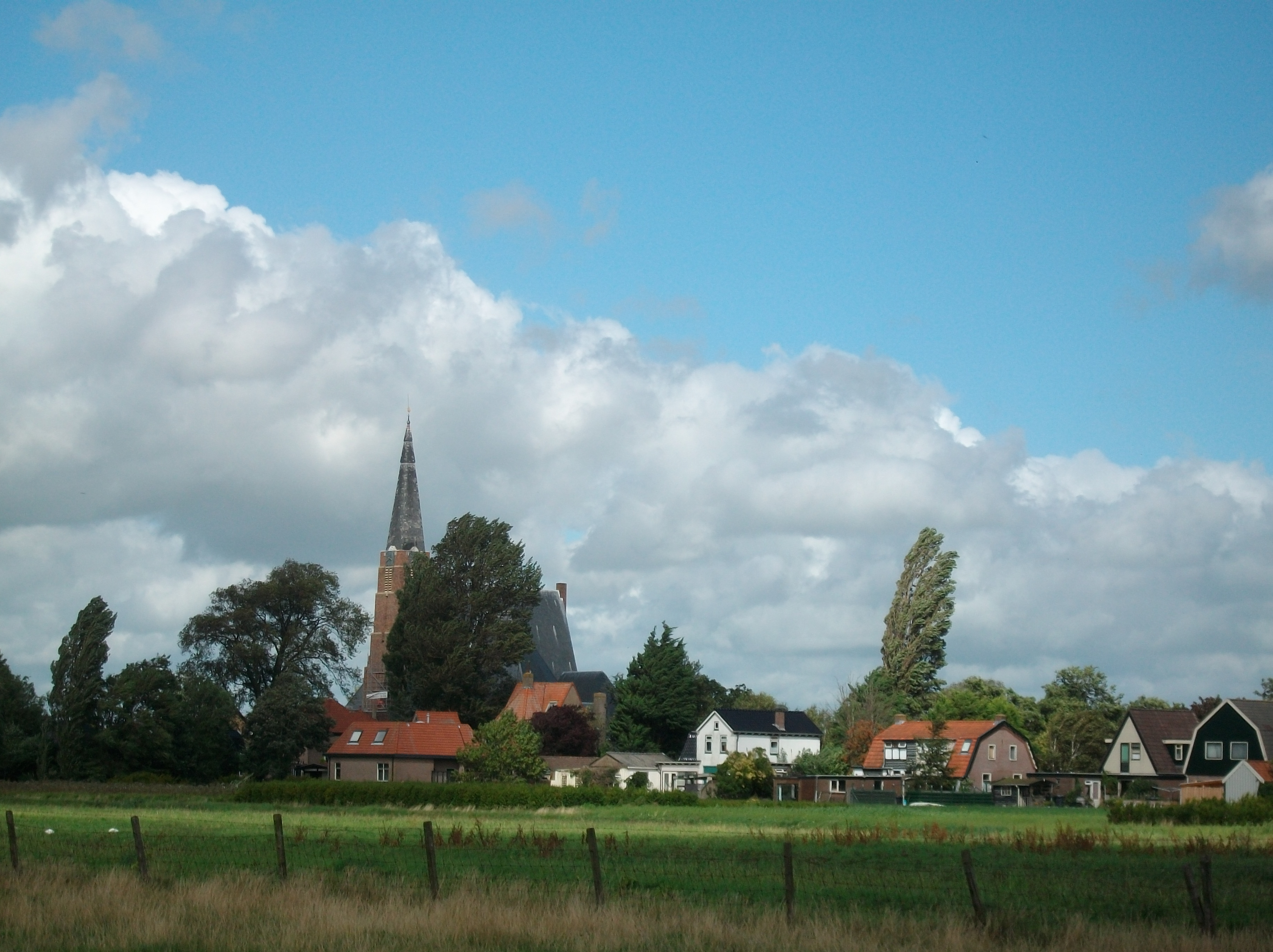
Andijk

Andijk (anhörenⓘ) (westfriesisch Andoik) ist ein Dorf und eine ehemals selbständige Gemeinde in der Region West-Friesland in der niederländischen Provinz Nordholland, der am IJsselmeer liegt. Der Ort zählt 7.225 Einwohner (Stand 1. Januar 2024) und hat eine Fläche von 22,85 km², davon sind 1,84 km² Wasser. Seit dem 1. Januar 2011 gehört Andijk zur Gemeinde Medemblik.

## Geschichte
Der Name Andijk kommt von am Deich, Andijk war mitsamt Deich ein Teil der Stadt Stede Broec. 1667 wurde eine Kirche gebaut. Andijk liegt in der historischen Landschaft Westflinge. Während der französischen Besatzung wurde Andijk durch kaiserliches Dekret vom 21. Oktober 1811 zur selbständigen Gemeinde ab dem 1. Januar 1812.

## Wirtschaft
Andijk besitzt einen fruchtbaren Kleiboden, Landwirtschaft und Gartenbau sind die Haupterwerbsquellen. Es wird Blumenkohl kultiviert, Kartoffeln werden angebaut und der Anbau und Versand von Blumenzwiebeln sind von Bedeutung. Auch Trinkwasser für die Region wird in Andijk gewonnen.
Eine weitere Erwerbsquelle stellen die touristischen Aktivitäten im Ort dar. In Andijk gibt es zwei Ferienparks. Ferienpark Het Grootslag und den Ferienpark Ijsselhof. In den beiden Parks sind über 400 Ferienhäuser ansässig.

## Versuchspolder
1926 bis 1927 wurde bei Andijk ein Versuchspolder in der Zuiderzee angelegt, um die Errichtung und Kultivierung weiterer Einpolderungen im IJsselmeer, beginnend mit dem Polder in Wieringermeer, zu testen. Heute wird der Polder noch zum Teil landwirtschaftlich, andererseits aber auch touristisch genutzt. Es wurden Campingplätze und zwei Jachthäfen gebaut, in Zukunft soll der ganze Polder touristisch genutzt werden.

## Politik

### Sitzverteilung im Gemeinderat
| Partei       | Sitze | Sitze | Sitze | Sitze |
| Partei       | 1994  | 1998  | 2002  | 2006  |
| ------------ | ----- | ----- | ----- | ----- |
| CDA          | 5     | 4     | 4     | 4     |
| PvdA         | 2     | 3     | 4     | 3     |
| VVD          | 2     | 3     | 3     | 3     |
| GroenLinks   | 1     | 1     | 1     | 2     |
| ChristenUnie | —     | —     | 1     | 1     |
| RPF          | 1     | 2     | —     | —     |
| D66          | —     | 0     | —     | —     |
| Gesamt       | 11    | 13    | 13    | 13    |

## Söhne und Töchter der Gemeinde
- Mariska Huisman (* 1983), Eisschnellläuferin und Inline-Speedskaterin
- Geert-Jan Jonkman (* 1984), Bahnradfahrer
- Irene Schouten (* 1992), Eisschnellläuferin und Inline-Speedskaterin